# Rostocker Osthafenkurs
Rostocker Osthafenkurs – nieistniejący już tymczasowy uliczny tor wyścigowy w Rostocku, funkcjonujący w latach 1952–1954. Odbywały się na nim między innymi eliminacje mistrzostw Wschodnioniemieckiej Formuły 3.

## Historia
Tor, znajdujący się w Rostocku, miał długość 4,264 km, a jego trasa przebiegała przez takie ulice, jak Gutenbergstraße, Hinrichsdorfer Straße, Dierkower Damm i Petridamm. Pierwsza edycja zawodów na tym obiekcie odbyła się w 20 czerwca 1952 roku. Na oczach stu tysięcy widzów ścigały się wówczas motocykle, samochody sportowe i wyścigowe (Formuła 2, Wschodnioniemiecka Formuła 3). Wyścig Formuły 2 wygrał wówczas Paul Greifzu, który osiągnął średnią prędkość 111,44 km/h. W roku 1953 w zawodach uczestniczyły motocykle, samochody sportowe i Formuła 3. Ostatnia edycja wyścigu na Rostocker Osthafenkurs odbyła się 4 lipca 1954 roku, obejmując wyścigi dla motocykli i samochodów sportowych.

## Zwycięzcy

### Samochody sportowe
| Rok  | Zwycięzca                    | Samochód     | Źródło |
| ---- | ---------------------------- | ------------ | ------ |
| 1952 | Theo Helfrich (kl. 2.0)      | Veritas RS   | [ 2 ]  |
| 1952 | Arthur Rosenhammer (kl. 1.5) | IFA-DAMW     | [ 2 ]  |
| 1952 | Siegfried Latarius (kl. 1.1) | LSH Eigenbau | [ 2 ]  |
| 1953 | Richard Trenkel (kl 1.1)     | Porsche      | [ 3 ]  |
| 1954 | Paul Bulla (kl 1.1)          | Porsche      | [ 4 ]  |

### Formuła 2
| Rok  | Zwycięzca    | Samochód     | Źródło |
| ---- | ------------ | ------------ | ------ |
| 1952 | Paul Greifzu | BMW Eigenbau | [ 5 ]  |

### Formuła 3
| Rok  | Zwycięzca       | Samochód   | Źródło |
| ---- | --------------- | ---------- | ------ |
| 1952 | Adolf Lang      | Cooper T15 | [ 6 ]  |
| 1953 | Kurt Ahrens sr. | Cooper T26 | [ 7 ]  |